# Provence-i fűszerkeverék
A provence-i fűszerkeverék Franciaország Provence-Alpes-Côte d’Azur tartományából származó termék, amely friss és szárított fűszernövényekből készül.

## Összetétele
A fűszerkeverék hagyományosan a következő fűszereket tartalmazza: kakukkfű, majoránna, turbolya, oregánó, rozmaring, bazsalikom, tárkony, lestyán, borsfű, zsálya, babérlevél, kapor.
A Label Rouge minőségi tanúsítvány szerinti összetétele:  26% rozmaring, 26% oregánó (szurokfű), 26% borsikafű, 19% kakukkfű, 3% bazsalikom.

## Fordítás
- Ez a szócikk részben vagy egészben  a   Herbes de Provence című angol Wikipédia-szócikk fordításán alapul.  Az eredeti cikk szerkesztőit annak laptörténete sorolja fel. Ez a jelzés csupán a megfogalmazás eredetét és a szerzői jogokat jelzi, nem szolgál a cikkben szereplő információk forrásmegjelöléseként.